# Najwa Barakat
Pour les articles homonymes, voir Barakat.
Najwa M. Barakat (née en 1966 à Beyrouth) est une romancière, journaliste et réalisatrice libanaise.

## Biographie
Née en 1966 à Beyrouth, Najwa Barakat est diplômée au Liban en arts dramatiques. À la suite de la Guerre du Liban, elle émigre en 1985 en France, à Paris, où elle suit des études cinématographiques. Là, elle travaille dans la presse écrite, radiophonique et audiovisuelle (RFI, BBC, Al Jazeera) et anime des ateliers d'expression écrite et « orale »(Archive.org • Wikiwix • Archive.is • Google • Que faire ?), en Europe et dans le monde arabe.
Reconnue comme l'un des meilleurs romanciers de sa génération, elle est choisie par le circuit du Goethe-Institut-Moyen-Orient pour représenter son pays dans le cadre du projet MIDAD.

## Ouvrages
Najwa Barakat a écrit six romans (cinq en arabe et un seul en français) :
- Le Transformateur (Al-mohawwel), 1989
- La Passion de Hamad (Hayât wa alâm Hamad ibn Siléneh), 1990
- Le Bus des gens Bien  [« Bāṣ al-awādim », 1996], trad. de France Meyer, Paris, Éditions Stock, coll. « Nouveau Cabinet Cosmopolite », 2002, 214 p.  (ISBN 2-234-05491-5)

- Prix de la Meilleure Création Littéraire de l'année attribué par le Forum Culturel Libanais.
- La Locataire du Pot de fer, Paris, L’Harmattan, 1997  (ISBN 2-7384-4963-8)

- Premier Prix du Festival du Théâtre Amateur, à Amiens en 1999.
- Ya salam ! [« Yā salām », 1999], trad. de France Meyer, Arles, France, Sindbad/Actes Sud/L'Orient des Livres, coll. « La bibliothèque arabe. Les littératures contemporaines », 2012, 158 p.  (ISBN 978-2-330-00243-5)[2]
- La Langue du secret [« loghat al-sirr », 2004], trad. de Philippe Vigreux, Arles, France, Sindbad/Actes Sud/L'Orient des Livres, coll. « La bibliothèque arabe. Les littératures contemporaines », 2015, 240 p.  (ISBN 978-2-330-04882-2)

## Référence
1. ↑  (de) « Najwa Barakat », Goethe-Institut (consulté le 14 novembre 2008)
2. ↑  Marina Da Silva, « Paysages avec ruines », sur Le Monde diplomatique, décembre 2012 (consulté le 3 février 2015)